# Pablo Correa
Pablo Correa y Zafrilla (La Pesquera, Cuenca, 1842 - Madrid, 19 de abril de 1888) fue un abogado, publicista y político republicano español conocido por realizar la primera traducción El capital de Karl Marx al castellano. 

## Biografía
Nació en La Pesquera, provincia de Cuenca, en 1842. Inició sus estudios de Latinidad en las Escuelas Pías de Almodóvar del Pinar (Cuenca) en 1855. Al año siguiente, se trasladó al instituto de Albacete, y terminó la educación secundaria en Cuenca. En 1861 se matriculó en la universidad de Valencia. En 1863 trasladó a la Universidad Central de Madrid su expediente. 
Aunque simultaneó los estudios de Filosofía y Letras y los de Derecho, sólo terminó estos últimos. En 1865, participó en las algaradas universitarias de Madrid por la destitución del catedrático Emilio Castelar. Tras la llamada Noche de San Daniel, pasó algunos días en prisión. A partir de entonces publicó esporádicamente en el periódico republicano La Democracia, que dirigía el propio Castelar.
Tras licenciarse en Derecho se estableció en la población conquense de Cañete (1867) donde se casó y abrió un despacho de abogado. Permaneció allí hasta el triunfo de la Revolución de septiembre de 1868. En octubre de ese año, pasó a trabajar en la Diputación Provincial de Cuenca. Allí, junto al periodista Juan Rabadán, fundó el periódico La Bandera, la primera publicación republicana que se editaba en la provincia. Tras la supresión de este periódico, continuarían su labor de propaganda con el periódico local La Vanguardia.
Correa y Zafrilla fue el principal propagandista republicano de esta provincia, donde el federalismo no tuvo gran fuerza. Por el contrario, fueron los progresista-demócratas que seguían a Manuel Ruiz Zorrilla quienes contaron con una organización de mayor peso para hacer frente a la Comunión Católico Monárquica, partido de orientación carlista con una fuerte presencia en este ámbito. Por ello, Correa y Zafrilla y los federales de Cuenca formaron frecuentes coaliciones con los radicales conquenses.
En esos años fue representante en el Pacto Federal Castellano de la provincia de Cuenca (1869) y estuvo presente como delegado de la misma demarcación en las asambleas del Partido Republicano Democrático Federal. Aunque se presentó a las elecciones a diputado provincial y a cortes, no logró obtener escaños. En diciembre de 1871 se presentó en coalición con los radicales a las elecciones del ayuntamiento de Cuenca, pero su acta fue anulada.
Tras la proclamación de la Primera República el 11 de setiembre de 1873, sus opciones políticas mejoraron. Fue elegido diputado a la Asamblea Constituyente por Motilla del Palancar en las elecciones de 10 de mayo de 1873 y participó en las escasas sesiones que se celebraron para debatir el proyecto de constitución federal. Alineado con la izquierda intransigente de la asamblea, terminó escorado hacia el centro izquierda que representaba Francisco Pi y Margall. Tras la disolución de la Asamblea en enero de 1874, con el golpe de Estado del general Manuel Pavía, siguió su militancia política al lado del dirigente catalán.
Entre 1874 y 1878 se centró en la práctica de la abogacía y en la reflexión teórica sobre los principios republicanos, federales y socialistas. Es en estos años cuando esboza la parte principal de su libro Democracia, federación y socialismo, que no publicaría hasta 1886. En torno a 1878 trabajaba en la reorganización del Partido Republicano Federal. Era, en esos años, redactor de La Unión, órgano de la Unión Democrática que terminaría siendo abiertamente federal. Más tarde, publicó en otros periódicos federales como La Vanguardia y Las Nacionalidades, una revista dirigida por Alejo García Moreno, en la que también colaboró Fernando Garrido. Correa se hizo cargo de la sección de política interior y política exterior.
En 1880 publicó La Federación: discurso pronunciado ante el Tribunal de Imprenta en defensa el periódico federalista La Unión, y otros trabajos acerca del sistema federativo, un libro que recogía una amplia biografía de Pi y Margall, elaborada por Correa y Zafrilla, junto a una selección de discursos del dirigente federal. Fue, asimismo, redactor de La República, órgano periodístico de su partido, sostenido por el aristócrata republicano marqués de Santa Marta. En 1887 se convirtió en director de esta publicación.
Precisamente, fue en La República donde comenzó a publicar en 1886 la primera traducción española de El Capital de Karl Marx, editada en 1887. Era, claramente, un intento de anticiparse a la publicación de la obra de Marx por los socialistas que, en aquellos momentos, contaban ya con un órgano de prensa: El Socialista. Esa premura explica las importantes inexactitudes en las que el traductor incurrió. En este sentido, su obra significa un intento de incorporar las doctrinas socialistas a la ideología republicana de izquierdas, para conservar sus apoyos sociales frente a la competencia de las emergentes fuerzas obreristas. Esa es la principal aportación de Democracia, federación y socialismo, en la que conjugaba la teoría federativa de Pi y Margall con un análisis de la propiedad con claros tintes marxistas.
Pablo Correa y Zafrilla murió repentinamente en 1888, mientras trabajaba en la redacción de La República. Su principal obra se difundió durante los años siguientes en la prensa republicana. Un error en la esquela que publicó La República en 1888 provocó que generalmente aparezca 1844 como su fecha de nacimiento.

## Obras
- La Federación : discurso pronunciado ante el Tribunal de Imprenta en defensa del periódico... La Unión, y otros trabajos acerca del sistema federativo (1880)
- Democracia, federación y socialismo (1886)